# Davide Cimolai
Davide Cimolai (Pordenone, 13 de agosto de 1989) é um ciclista profissional italiano. É profissional desde 2010, quando estreia com a equipa Liquigas e depois de duas temporadas passou ao Lampre em 2012. Atualmente corre para a equipa israelita Israel Start-Up Nation. É primo de Antonio Cimolai.

## Palmarés

### Estrada
- 2009
  - Coppa San Geo
  - Troféu Banca Popular de Vicenza

- 2015
  - Troféu Laigueglia
  - 1 etapa da Paris-Nice

- 2016
  - 1 etapa da Volta à Catalunha
  - 1 etapa do Tour do Japão

- 2017
  - 1 etapa da Volta à Catalunha

- 2019
  - Volta a Castela e Leão, mais 2 etapas
  - 1 etapa do Tour de Valônia

### Pista
- 2008
  - Campeonato da Itália de perseguição por equipas (com Alex Buttazzoni, Elia Viviani, Gianni Da Ros e Jacopo Guarnieri)  
  - Campeonato da Itália em Omnium

- 2009
  - Campeonato da Itália em scratch  
  - Campeonato da Itália de perseguição por equipas (com Daniel Oss, Elia Viviani e Jacopo Guarnieri)

- 2010
  - Campeonato da Itália em Pontuação

- 2011
  - Campeonato da Itália em scratch  
  - Campeonato da Itália em madison (com Elia Viviani)

## Resultados em Grandes Voltas e Campeonatos do Mundo
| Corrida            | Corrida            | 2010 | 2011 | 2012  | 2013  | 2014  | 2015  | 2016  | 2017  | 2018 | 2019  | 2020  | 2021  |
| ------------------ | ------------------ | ---- | ---- | ----- | ----- | ----- | ----- | ----- | ----- | ---- | ----- | ----- | ----- |
|                    | Giro d'Italia      | —    | —    | —     | —     | —     | —     | —     | —     | —    | 130.º | 118.º | 127.º |
|                    | Tour de France     | —    | —    | —     | 137.º | 163.º | 155.º | 168.º | 152.º | —    | —     | —     | —     |
|                    | Volta a Espanha    | —    | —    | 163.º | —     | —     | —     | —     | —     | —    | —     | —     | Ab.   |
| Mundial em Estrada | Mundial em Estrada | —    | —    | —     | —     | —     | —     | —     | —     | —    | Ab.   | —     | —     |

—: não participa

Ab.: abandono

## Equipas
- Liquigas (2010-2011)
  - Liquigas-Doimo (2010)
  - Liquigas-Cannondale (2011)
- Lampre (2012-2016)
  - Lampre-ISD (2012)
  - Lampre-Merida (2013-2016)
- FDJ (2017-2018)
  - FDJ (2017-2018)
  - Groupama-FDJ (2018)
- Israel[1] (2019-)
  - Israel Cycling Academy (2019)
  - Israel Start-Up Nation (2020-)